# Leo Colovini
Leo Colovini (Venezia, 19 novembre 1964) è un autore di giochi italiano.

## Biografia
A dodici anni conosce in un circolo di scacchi Alex Randolph, di cui diventa amico e comincia a frequentarlo partecipando alle prove dei suoi prototipi.. Inizia inoltre a sottoporre a Randolph le proprie idee e nel 1986 sviluppano Drachenfels che viene pubblicato dalla Schmidt Spiele, due anni più tardi Inkognito, sempre sviluppato dalla coppia viene pubblicato dalla MB Giochi e vince lo Spiel des Jahres 1988 per il gioco più bello
Nel 1993 insieme a Dario De Toffoli, Marco Maggi e Francesco Nepitello scrive Lex Arcana, per la Dal Negro, un gioco di ruolo ambientato in un passato alternativo in cui l'Impero romano non è entrato in decadenza ed i cui i giocatori interpretano membri della Cohors Auxiliaria Arcana, un corpo speciale incaricato di scoprire e distruggere ogni minaccia occulta all'impero.
Nel 1993 lascia l'impiego in banca per dedicarsi completamente allo sviluppo e di giochi e nel 1995 fonda con Alex Randolph e Dario de Toffoli la Venice Connection per lo sviluppo di giochi da tavolo, la cui distribuzione viene affidata alla Unicopli. La società, che prende il nome dal primo gioco pubblicato, Venice Connection appunto di Alex Randolph, ottiene nel 1999 il premio Gioco dell'anno per il complesso della sua produzione
Nel 2000 il suo Cartagena, in cui i giocatori devono guidare nella fuga dalla prigione la propria ciurma di pirati, vince il Nederlandse Spellenprijs 2002 ed è tra i giochi consigliati dallo Spiel des Jahres 2001. Cartagena genera anche un seguito Cartagena 2 (2006) in cui i pirati devono raggiungere l'isola di Tortuga e viene ripubblicato in un'edizione completamente rivista nel 2017.
Tra gli altri suoi giochi Die Oster Insel (1994), Carolus Magnus (2000) e Clans (2002) son nominati allo Spiel des Jahres. Con Leo muss zum Friseur (2016) viene nominato allo Kinderspiel des Jahres e vince il Deutscher Kinderspiele Preis.

## Ludografia

### Giochi da tavolo
Fonte
- con Alex Randolph, Drachenfels, Schmidt Spiele, 1986
- con Alex Randolph, Inkognito, MB Giochi, 1988. Versione per dispositivi mobili nel 2014.
- Die Magische Sieben, Piatnik, 1990
- con Alex Randolph, Die Oster Insel, Blatz 1994
- con Dario De Toffoli, I giochi della frutta, Valvassori, 1996
- con Alex Randolph, Mini Inkognito, Venice Connection, 1996. Gioco di carte ispirato alle meccaniche di Inkognito
- Top Hats, Piatnik, 1997
- con Dario De Toffoli, Theseus, Venice Connection, 1998
- con Duccio Vitale, Europa 1945/2030, Eurogames, 1998
- con Dario De Toffoli, Dummy, Dal Negro, 1998. Gioco di carte per bambini riedito più volte con modifiche grafice: Yummy per la Ravensburger nel 2000; Ketch up per la Piatnik nel 2003; De Verkenners per la Cartamundi (con personaggi dei film animati della DreamWorks) nel 2013 e Absacker per Amigo Spiele nel 2014
- Il grande gioco del compleanno, Città del Sole, 1999
- con Marco Maggi e Francesco Nepitello, Venezia 1848, Musei Civici Veneziani 2000
- Cartagena, Winning Move, 2000. Versione per dispositivi mobili nel 2011. Una nuova edizione riveduta e comprendente Cartagena 2 viene pubblicata nel 2014.
- Carolus Magnus, Winning Moves, 2000
- Doge, Gold Sieber, 2000
- con Bruno Faidutti, Vabanque, Winning Moves, 2001
- Meridian, Piatnik, 2001
- Clans, Winning Moves, 2002
- Il partito perfetto?, Mediasfera, 2003
- con Dario Zaccariotto, Da che pARTE stai?, Museo diocesano di Padova, 2003
- con Marco Maggi, Francesco Nepitello, Hektor und Achill, Phalanx, 2003
- Familien Bande, Winning Moves, 2003
- con Michael Schacht, Magna Grecia, Clementoni, 2003
- Avalon, Kosmos, 2003
- Die Brücken von Shangrila, Kosmos, 2003
- Corsari, Dal Negro, 2003. Riveduto e corretto come I go!, Fox Mind, 2012
- con Francesco e Luisa Cognetti, Collection, Dal Negro, 2003. Pubblicato con una diverse veste grafica come Minestrone, Piatnik, 2003
- Alexandros, Winning Moves, 2003
- con Alex Randolph, Inkognito The card game, Fantasy Flight Games, 2003. Versione ampliata e con nuova grafica di Mini Inkognito
- con Alex Randolph, Dario De Toffoli e Renato de Rosa, Number One, Mespi, 2004
- con Stefano Cavanè, Honesti-Disonesti, Lisciani Giochi, 2004. Un'evoluzione di Quicksand (di Stefano Cavanè)
- Tempo, Dal Negro, 2004
- Submarine, Winning Moves, 2004
- Druids, Kidult, 2004
- Carcassonne - the Discovery, Hans im Glück, 2005. Basato sul meccanismo di Carcassonne, con un tema di esplorazione dei mari e scoperta di nuove terre.
- con Dario De Toffoli e Dario Zaccariotto, Sudoku, Dal Negro, 2005
- Holidays, Dal Negro, 2005
- con Dario Zaccariotto e Dario De Toffoli, Challenge Sudoku, Clementoni, 2005
- Go West, 2005
- con Dario De Toffoli e Dario Zaccariotto, Challenge Sudoku - Kakuro Challenge, Clementoni 2006. Confezione unica contenente Challenge Sudoku e  Kakuro Challenge
- con Dario De Toffoli e Dario Zaccariotto, Kakuro, Dal Negro 2006
- con Dario De Toffoli e Dario Zaccariotto, Kakuro Challenge, Clementoni, 2006
- con Alessandro Saragosa, Justinianus, 999 Games, 2006
- con Dario De Toffoli, Babar et le mistère des lettres perdues, Clementoni, 2006. Ambientato nell'universo dell'elefante Babar.
- con Dario De Toffoli, Nebraska, Dal Negro, 2006
- con Dario De Toffoli, Mango Tango, Piatnik, 2006. Un'evoluzione di Nebraska con nuove veste grafica.
- Dschingis Khan, Winning Moves, 2006
- Cartagena 2, Winning Moves, 2006. Nuovo gioco che prosegue le avventure dei pirati di Cartagena.
- Mauer Bauer, Hans im Glück, 2006
- con Alessandra Nove Veronesi, Wikinger Bande, Parkerm 2007
- con Federico Colovini, Wikinder, Clementoni, 2007
- con Dario De Toffoli e Dario Zaccariotto, Trova le mine, Clementoni, 2007. Una versione da tavolo dei videogiochi in stile Campo minato
- con Dario De Toffoli, Totally spies, Clementoni, 2007. Gioco basato sui personaggi della'omonima serie.
- con Fabio Visintin, Sieben auf einen Streich, Clementoni, 2007
- con Alessandra Nove Veronesi, Savana, Dal Negro, 2007
- Foot2Rue, Clementoni, 2007
- Islas Canarias, Clementoni, 2008
- con Marco Maggi e Francesco Nepitello, Star Wars - Galaktische Schlachten, Clementoni, 2008. Basato sulla serie animata Star Wars: Clone Wars
- con Federico Colovini, Wall-e - ein Geschenk für Eva, Clementoni 2008. Una rielaborazione di Wikinger Bande, ma invece di essere a tema vichingo è basato sul film animato WALL•E
- con Giuseppe Baù, De Gouden Eeuw, Phalanx, 2008
- con Marco Maggi e Francesco Nepitello, Star Wars - Das letzte Gefecht, Clementoni, 2008. Una versione semplificata di Hektor und Achill, ma giocabile anche in 3/4 giocatori ed a tema Star Wars: Clone Wars
- Donna Leon: Gefährliches Spiel, Ravensburger, 2009. Gioco da tavolo basato sui romanzi gialli di Donna Leon. L'espansione Donna Leon: Expansion è stata distribuita come omaggio alla Fiera di Essen 2009
- Atlantis, Amigo Spiele, 2009. Gioco sul mito di Atlantide. Due espansioni sono state distribuit in omaggio alla Fiera di Essen (Atlantis - Variante "Schiffe" nel 2009 e Atlantis - Ikarus nel 2011). Esiste anche una versione semplificata dimostrativa (Atlantis - Schnupperspiel, 2011)
- Sherlock, Clementoni, 2010
- Horseland, Clementoni, 2010. Basato sulla serie televisiva Horseland
- Het Huis Anubis, Cartamundi, 2011
- Dobbelduel, 999Games, 2011
- Draco, Schmidt Spiele, 2011
- Elephant memo, Piatnik, 2011
- Geizen (Tricky), Schmidt Spiele, 2011
- con Carlo A. Rossi, Non c'è 2... senza 3!, Giovani nel Tempo, 2012
- Aztlán, Ares Games, 2012
- Witches of Blackmore, White Goblin Games, 2012
- Golden Horn, Piatnik, 2013. Gioco sui mercanti della Repubblica di Venezia. Un'espansione Golden Horn - Dominio da mar è stata pubblicata nel 2015.
- Hot tin roof, Mayfair Games, 2014
- Vizoobino, Vizubi, 2014
- Venezia 2099, Piatnik, 2014
- Odyssey, Ares Games, 2015
- Titus Tentakel, HABA 2015
- Flea Market, Mayfair Games, 2015
- Think str8!, Huch & Friends, 2015
- con Fabio Visintin, Forest, Helvetiq, 2016
- Matterhorn, Helvetiq, 2016
- Freaky, Amigo Spiele, 2016
- Leo muss zum Friseur, AbacusSpiele, 2016
- Polis, 999Games, 2017
- con Dario De Toffoli, Sherlock, Lupin & io - Caccia al mistero, Edizioni Piemme, 2017
- Facecards, Ravensburger, 2017
- con Francesco Sciacqua, Teodoro Mitidieri, Gho Gho Ghosty, Piatnik, 2017

### Giochi di ruolo
- con Dario De Toffoli, Marco Maggi, Francesco Nepitello, Lex Arcana, Dal Negro, 1993
- con Dario De Toffoli, Francesco Nepitello, Marco Maggi, Lex Arcana - Schermo del demiurgo, Dal Negro, 1993
- con Dario De Toffoli, Marco Maggi, Francesco Nepitello, Lex Arcana - Germania, Dal Negro, 1993
- con Marco Maggi e Francesco Nepitello, Lex Arcana - Carthago, Dal Negro, 1996

## Libri
- I giochi nel cassetto — guida teorica per aspiranti autori di giochi, Venice connection, Venezia, 2002, ISBN 88-7090-541-1
- con Dario De Toffoli e Dario Zaccariotto, Brainquiz — test di logica, di matematica, linguistici, di memoria, Sperling & Kupfer, Milano, 2008, ISBN 978-88-200-4550-0
- con Dario De Toffoli, Il grande libro degli scacchi, Sperling & Kupfer, Milano, 2009, ISBN 978-88-200-4794-8
- Casin degli spiriti, Eclissi editrice, Milano, 2013, ISBN 978-88-95200-53-8